# Commission départementale d'aménagement commercial
Ne doit pas être confondu avec Commission départementale d'équipement commercial.
La Commission Départementale d'Aménagement Commercial ou CDAC est une commission administrative française qui statue sur les projets commerciaux de plus de 1 000 m².
Elle est entrée en vigueur le premier janvier 2009 et a remplacé la CDEC.

## Projets soumis à autorisation
Souhaitant stimuler la concurrence, la loi de modernisation de l'économie facilite l'entrée de nouveaux opérateurs sur le marché, en restreignant le champ d'application du mécanisme d'autorisation.
Le seuil à partir duquel une autorisation d'exploiter est obligatoire est désormais de 1 000 m². Sont soumis à autorisation d'exploitation commerciale les projets ayant pour objet :
- La création d’un magasin de commerce de détail d’une surface de vente supérieure à 1 000 m² (construction nouvelle ou transformation d’un immeuble existant)
- L’extension de la surface de vente d’un magasin de commerce de détail ayant déjà atteint le seuil des 1 000 m² ou devant le dépasser par la réalisation du projet. Est considérée comme une extension, l’utilisation supplémentaire de tout espace couvert ou non, fixe ou mobile.
- Tout changement de secteur d’activité d’un commerce de détail d’une surface de vente supérieure à 2 000 m². Ce seuil est ramené à 1 000 m² lorsque l’activité nouvelle du magasin est à prédominance alimentaire.
- La création d’un ensemble commercial dont la surface de vente totale est supérieure à 1 000 m²
- L’extension de la surface de vente d’un ensemble commercial ayant déjà atteint le seuil de 1 000 m² ou devant le dépasser par la réalisation du projet
- La réouverture au public, sur le même emplacement, d’un magasin de commerce de détail d’une surface de vente supérieure à 1 000 m² dont les locaux ont cessé d’être exploités pendant 3 ans (au lieu de 2 ans précédemment).

## Critères d'autorisation ou de refus
Les critères d’ordre économiques sont écartés au profit de critères
- d'aménagement du territoire :
  - l'effet sur l'animation de la vie urbaine, rurale et de montagne
  - l'effet du projet sur les flux de transport
  - les effets découlant des procédures prévues aux articles L. 303-1 du Code de la construction et de l'habitation et L. 123-11 du Code de l'urbanisme

- de développement durable :
  - la qualité environnementale du projet
  - son insertion dans les réseaux de transports collectifs.

## Recours
Une réponse négative de la part de la Commission départementale d'aménagement commercial peut faire l'objet d'une saisine de la Commission nationale d’aménagement commercial (CNAC). C'est un recours administratif préalable obligatoire à toute procédure contentieuse. La CNAC est composée de 4 hauts fonctionnaires  ; de 4 personnalités qualifiées en matière de consommation, de distribution, de consommation, d'urbanisme, de développement durable, d'aménagement du territoire ou d'emploi  et de 4 élus locaux, représentants des communes, des EPCI, des départements et des régions. Elle peut être saisie  par le demandeur, par le préfet ; par tout membre de la commission départementale d’aménagement commercial ou  par tout professionnel dont l'activité, exercée dans les limites de la zone de chalandise définie pour chaque projet, est susceptible d'être affectée par le projet ou toute association les représentant. La commission  dispose d'un délai de quatre mois à compter de sa saisine et, à défaut, une décision implicite est réputée prise, qui confirme la décision de la commission départementale d’aménagement commercial. 